# Lennart Bratt
Lennart Bratt, född 25 december 1903, död 14 januari 2001, var en svensk organisationschef. Han var son till Ivan Bratt och far till Peter Bratt.
Bratt blev juris kandidat 1929 och var från 1939 VD och styrelseledamot i Svenska arbetsgivareföreningens allmänna grupp och ombudsman i Grängesbergskoncernens gruvförbund. Bratt var från 1943 suppleant i Arbetsdomstolen och från 1944 ordförande i Teatrarnas Riksförbund.